# Lydia Képinski
Lydia Képinski, née le 1er juin 1994 à Montréal, est une auteure-compositrice-interprète de pop indépendante québécoise.

## Biographie
Képinski s'est fait connaître comme lauréate des Francouvertes en 2017. Plus tard celle année-là, elle sortira son premier EP, EP, qui lui vaudra une nomination au Prix de la chanson SOCAN dans la division francophone pour sa chanson « Apprendre à mentir ». C'est à ce moment qu'elle rencontrera le multi-instrumentiste et réalisateur Blaise Borböen-Léonard avec qui elle collaborera au courant de sa carrière.
Elle lance, en 2018, son premier album studio, Premier juin. Celui-ci sera sélectionné pour la longue liste du Prix de musique Polaris.
En 2022, Képinski sort son deuxième album, Depuis. Elle note que l'album explore thématiquement le début de sa carrière musicale à la suite du succès de Premier juin et son adaptation face aux tournées et à sa visibilité accrue. La culture drag a une influence majeure sur Depuis, même si Képinski mentionne qu'elle ne cherche pas à imiter ce style directement par respect pour les artistes drag. Elle donnera le premier concert pour Depuis au festival artistique South by Southwest à Austin au Texas.
Comme Premier juin, Depuis va être nommé pour la longue liste des Prix de musique Polaris en 2022. L'album sera également nommé dans la catégorie d'album alternatif de l'année au 45e gala des prix Félix, en plus de valoir à Képinski une nomination comme Auteur.e ou compositeur, compositrice de l'année au cours de ce même gala.
En mars 2023, Képinski sort la pièce J'aime quand on danse (tes mains sur mes hanches) avec Les Louanges, une chanson qui « devait se retrouver sur Depuis », aux dires de l'artiste.